# Ен из зелених забата
Ен из Зелених забата (енгл. Anne of Green Gables) је роман ауторке Луси Мод Монтгомери објављен 1908. године. Написан је тако да је свим узрастима приступачан за читање. Овај роман се сматра класиком дечије литературе још од средине 20. века. Радња је смештена у касни 19. век и прати догодовштине једанаестогодишње девојчице Ен Ширли као што су прилагођавање новом дому, новом окружењу, привикавању на школу и свеукупним догађајима у животу једног детета. Она ја је грешком из сиротишта стигла у дом средовечног брата и сестре, Метјуа и Мариле Катберт, који су првобитно желели да удоме дечака са намером да им помаже око фарме. Све ово се дешава у фиктивном граду Aвонли, смештеном на острву Принца Едварда у Канади.
Од првог објављивања, овај роман је преведен најмање 36 на језика и продао се у више од 50 милиона копија, те га то чини једним од најпродаванијих књига на свету. Нека од ових издања преведена су чак и на Брајево писмо. Данас се овај роман чита у школама широм света.  Монтгомеријева је након успешног првог романа, написала антологију књига о Ен, а након њене смрти наставило се са објављивањем њених дела.
Роман је у неколико наврата био адаптиран као играни филм, анимирани филм, телевизијска серија и као телевизијски филм. Такође, рађени су и мјузикли и представе на ову тему, како у Европи, тако и у Азији.

## Позадинска прича
Монтгомеријева је за причу романа била инспирисана белешкама које је сама направила када као девојчица. Oне су говориле о брату и сестри који су из сиротишта, грешком, уместо дечака, добили девојчицу на усвајање и коју они су после свега одлучили да задрже. Уз то, ослањала се и на сопствено детињство проведено на руралном острву Принца Ендруа у Канади. Монтгомеријева је као модел и инспирацију за лик Ен Ширли користила фотографију Евелин Незбит, коју је нашла у њујоршком часопису Метрополитан и закачила је за зид, као подсетник на Енин младалачки идеализам и духовност. За остале ликове, Монтгомеријева је била надахнута делимично људима које је познавала – такав један лик би био лик Гилберта Блајда. 
Према њеним речима, роман је писала у сумрак, док је седела поред прозора који је гледао на пропланке Каведиша.

## Радња романа
Ен Ширли је девојчица која је сироче и долази из фикционалног места Болинбрук у Новој Шкотској (а које је засновано на реалном месту под именом Нови Лондон, на острву Принца Ендруа). Она је послата да живи са Марилом и Метјуом Катбертом, братом и сестром у својим касним педесетим/шестдесетим годинама, након што је читаво своје детињство провела по домовима непознатих људи и сиротиштима. Катбертови су заправо првобитно захтевали да им се из сиротишта пошаље дечак како би помогао Метјуу да води њихову фарму у Зеленим забатима, место које се налази у фиктивном окугу Авонли. Међутим, настао је неспоразум и уместо дечака, на имање стиже Ен.
Ен је сањарског духа, склона целодневном маштању, али и испуњавању очекивања других људи, јако драматична, понекад и импулсивна. Доследна је у инсистирању да се њено име пише са словом е на крају (њено име у оригиналу је Anne, те јој име често други људи скраћују на Ann). Осетљива је на помињање свог физичког изгледа – бурно реагује при било каквом помену њеног изгледа, било да је опаска о њеној риђој коси, пегицама, бледилу или сићушном стасу. Врло је увређена када је њен школски друг Гилберт Блајд назове шаргарепом. Причљива је, поготово када је реч о њеним маштаријама. Испрва, Марила одлучно заступа став да се девојчица врати натраг у сиротиште, али након подробног сагледавања ситуације по други пут, ипак се предомишља и допушта Ен да остане. Њен брат је тиха и добронамерна особа која се све време залаже за то да се Ен не шаље натраг. 
Ен ужива у свом новом животу, и брзо се прилагођава свом новостеченом окружењу. Њена ведрина прија њеној околини и оберучке је прихваћена. 
Радња прати Енине недаће колико и радосне тренутке који се дешавају при њеном досељавањем у Зелене забате (што је први прави дом који је икада имала): оближњу школу у којој врло брзо почиње да бриљира, пријатељство са Дијаном Бaри, девојчицом из комшилука, њене растуће амбиције да буде списатељица, али и ривалство са њеним другом из разреда Гилбертом Блајдом, који је задиркује због риђе боје косе. Због тога, Ен одмах почиње да осећа нетрпељивост према њему. Како време пролази, Енина мржња почиње да слаби, али њен понос и тврдоглавост јој не допуштају да са њим разговара. Роман покрива неколико година њеног детињства и раних тинејџерских година.
Поред школских догодовштина, књига прати и Енине авантуре у Авонлију. Неке од тих епизода говоре о њеним пријатељицама као што су Дијана, Џејн Ендруз и Руби Гилис. Такође се у Енином животу дешавају и незгоде са непријатним сестрама Рај, Герти и Џози, неретки испади као што је покушај фарбање косе у зелено са циљем да се офарба у црно, као и ненамерно послуживање вина Дијани уместо сока од боровнице. 
Шесаестогодишња Ен одлази на академију како би добила учитељску диплому, заједно са Гилбертом и неколицином својих пријатељица, али не и Дијаном, која остаје код куће. Диплому успева да добије за једну, уместо за две године колико је то обично потребно, као и да добије право на школарину која се додељује најбољим студентима енглеског језика. Ово би јој омогућило да настави своје школовање на фикционалном Редмонд колеџу, у Новој Шкотској. 
Пред сам крај књиге, догађа се немио догађај који јој мења планове. Метју је премино од срчаног удара након шока при сазнању да је читав новац који су Марила и он имали изгубљен због пропадања банке. Како би олакшала Марили, чији се вид убрзано погоршава, Ен одлучује да одустане од стипендије и враћа се у Зелене забате. У школи у Кармодију планира да потражи посао учитељице, како би викендом могла да одлази кући у Зелене забате и брине се о Марили. Гилберт, у име пријатељства, напушта посао учитеља у њиховом месту и препушта га Ен, како би била што ближе дому, знајући зашто се Ен вратила. Након ове услуге, Енино и Гилбертово пријатељство је поправљено.

## Ликови

### Ен Ширли
Eн је маштовита, причљива девојчица риђе косе која долази да живи да Катбертовима. На почетку романа има једанаест година и читавог свог живота је живела по различитим хранитељским породицама. Њено несрећно и тешко детињство је провела бринући се о млађој деци својих хранитеља. Оберучке прихвата могућност да живи у Зеленим забатима.

### Марила Катберт
Марила је Метрјуова сестра, озбиљна, строга жена, али поштена. Њен живот је био једноличан и незанимљив до Ениног доласка. Труди се да у девојчицу усади осећај за дисциплину, али убрзо успева да заволи њену живахност и немирну нарав.

### Метју Катберт
Метју је Марилин брат, тих и повучен човек коме Ен прирасте за срце већ на самом почетку. Њих двоје постају убрзо добри пријатељи. Иако је Марила та која сноси одговорност о васпитању девојчице, Метју је често обасипа поклонима као што су нова одећа и ципеле, скоро па радећи баш супротно од онога што је Марила замислила. 

### Дијана Бери
Дијана Бери је Енина најбоља пријатељица. Њих две постају нерадвојне од момента у ком су се упознале. Живи врло близу Катбертових. Ен јој завиди на црној коси и савршеном лицу. Дијана није толико надарена за сањарење, али је одан и предан пријатељ. У време када њени вршњаци одлазе на више школовање, Дијана остаје код куће. 

## Издавање
Ен из Зелених забата први пут је издата у Бостону, 13. јуна 1908. године. Убрзо постаје једна од најпродаванијих књига и за првих пет месеци, продала се у 19 000 примерака широм света. Од тада до данас, продато је 50 000 000 копија. Прво издање може се наћи на сајту Института Луси Мод Монтгомери у електронској форми. Оригинални рукопис се чува у Чарлстауну, на острву Принц Едвард, у Конфедерацијском уметничком центру, a на сајту Института Луси Мод Монгомери се може наћи верзија из априла 1908. године у дигиталној форми. 
Водећи се популарношћу прве књиге, Монтгомеријева је написала серијал наставака који се надовезују на први роман.
1. Ен из Зелених забата
2. Ен из Евонлија
3. Ен од острва
4. Ен од Ветровитих врба
5. Енина кућа снова
6. Ен од Инглесајда

## Туризам и заоставшртина
Фарма Зелени забати налази се у Кевендишу, на острву Принца Едварда. Многе туристичке атракције на острву принца Едварда су изграђене су на Енином лику, а окружне регистарске таблице су некада имале њену слику. Одрећени локалитети који су инспирисали делове из књиге налазе се у непосредној близини фарме. Поред тога, Конфедерациони центар уметности сваког лета, од 1965. године, на репертоару своје главне сцене има мјузикл Ен из Зелених забата. Ова манифестација је до сада имала преко 2 милиона гледалаца и прославила је 2500. изведбу 2017. године. Мјузикл је извођен широм света, па и пред краљицом Елизабетом II. 
У Јапану, Ен је позната као Црвенокоса Ен (赤毛のアン (Akage no An)), а у школама је уведена још 1952. године као обавезна лектира. На јапанском острву Хокаидо постоји реплика куће из Зелених забата.

## Адаптиране верзије
Прва адаптирана верзија романа јесте истоимени неми филм из 1919. Главну улогу играла је Мери Мајлс Минтер, а филм је режирао Вилијам Дезмонд Тејлор. Данас, немамо ниједну преосталу копију овог филма. Монтгомеријева није сматрала да је ова верзија Ен доследна лику из њеног романа – Ен на филму је била превише слатка, умилна протагонисткиња за разлику од њене црвенокосе Ен.
У адаптацији из 1934. године глумила је Дон О’Деј, која је променила своје име у Ен Ширли. Она се касније појавила и у још једној адаптацији наставка овог романа. Ова верзија је више одговарала ауторки романа, али по њеном мишљењу то још увек није било оно што је она имала на уму при писању књиге.
Јапанска адаптација филма је анимирана верзија снимљена 1979. године, али је тек у јануару 2010. емитована на телевизији. Укупно је било 50 епизода ове серије, а последњих шест епизода су касније претворене и у филм.

### Радио
- Ен из Зелених забата (1941) – британска радио драма, емитована на Би-би-си радију, адаптирана у четири дела од стране Миријел Ливај. Шеи Корел је имала улогу Ен.
- Ен из Зелених забата (1954) – канадска радио драма, емитована на Си-Би-Ес радију. Има тринаест делова, а Тоби Тенроу је у улози протагонисткиње Ен.
- Ен из Зелених забата (1966) – словачка радио драма, емитована на Чехословачком радију, а Ана Бучинска игра Ен.
- Ен из Зелених забата (1997) – британска ради драма емитована на Би-Би-Си 4 радију, драматизоавана и подељена у четири дела. Барбара Барнс има улогу Ен.

### Телевизијаpr
- Ен са Е (2017–2019)[18] је канадска серија у заједничкој продукцији Си-Би-Еса и Нетфликса. Адапритрана је од стране Мојре Вели-Бекет. У главним улогама су Ејмибет Мекнaлти као Ен Шрили, Џералдајн Џејмс као Матилда Катберт, Р. Х. Томсон као Метју Катберт и Лукас Џејд Цуман као Гилберт Блајд.